# Jean Nabert
Pour les articles homonymes, voir Nabert.
Jean Nabert, né le 27 juin 1881 à Izeaux (Isère) et mort le 13 octobre 1960 à Loctudy (Finistère), est un philosophe français, représentant de la philosophie réflexive.

## Biographie
Fils d'un directeur d'école et petit-fils d'un instituteur, il est mis en pension à dix ans au collège de Bourgoin, dont il s'échappe. Puis, son père ayant été nommé à Grenoble, il devient élève du lycée, puis boursier de licence à la Faculté et boursier d'agrégation à Lyon. Il y rencontre Louis Lavelle, ils suivent les cours d'Alexis Bertrand et de Arthur Hannequin. 
En 1902-1903, il fait son service militaire au 14e bataillon alpin de chasseurs à pied. Il aime les longues marches en montagne et se révèle un excellent tireur.
Puis il vient préparer l'agrégation à Paris où il retrouve Lavelle et René Le Senne qui seront toujours ses amis. En 1908, il se fiance avec Jeanne Néis et rate l'oral de l'agrégation. Il est nommé professeur de  philosophie au lycée de Saint-Lô (où il restera deux ans) et se marie avec Jeanne. Ils auront deux enfants, un fils, Claude, et une fille, Madeleine.
Il est agrégé de philosophie en 1910, classé au quatrième rang derrière Jean Wahl, Gabriel Marcel et Léon Blanchet. Il enseigne au lycée de Brest jusqu'à la guerre. 
Mobilisé en 1914, il est blessé le 7 septembre 1914 lors de la bataille de Maubeuge. Fait prisonnier, il est interné par les Allemands au camp de Müncheberg (Brandebourg). En 1917, malade, il est, grâce à la Croix-Rouge, transféré en Suisse où il est hospitalisé à Montreux. C’est là qu’il découvre l’œuvre du théologien protestant Jean-Jacques Gourd. Il restera d'ailleurs lié d'amitié avec la fille et le gendre de Gourd. Il est rapatrié le 1er septembre 1918 et nommé en 1919 au lycée de Metz.
Le 2 juin 1924, il soutient devant la Faculté des lettres de l'Université de Paris ses deux thèses pour le doctorat ès lettres, L'Expérience intérieure de la liberté et L'Expérience interne chez Kant, pour lesquelles il obtient la mention « Très honorable ».
À partir de 1926, professeur au lycée Saint-Louis, à Paris, et au lycée Louis-le-Grand puis professeur de khâgne au lycée Lakanal.
Il est professeur de philosophie en première supérieure au lycée Henri-IV de 1931 à 1941, et sera notamment le professeur de Jean-Paul Sartre. 
En 1938, il est élu comme représentant des agrégés de philosophie au Conseil supérieur de l'instruction publique,.
Il est nommé inspecteur général d'académie en 1944 puis directeur de la bibliothèque Victor–Cousin jusqu'à sa mort. 
Il meurt en 1960 dans sa propriété de Bretagne. Il repose, au cimetière de Pont-Croix, aux côtés de son épouse Jeanne, née Neis, écrivaine (Le Cavalier de la mer, L'ilienne, etc.)
Son œuvre consacrée à L'Expérience intérieure de la liberté préfigure Jean-Paul Sartre et influença l'œuvre de Paul Ricœur.
Il est fait officier d'académie en 1920, chevalier de la Légion d'honneur en 1934
En février 2001 a été créé à l'Institut catholique de Paris, notamment par Paul Ricœur et Philippe Capelle, un « Fonds Jean-Nabert » voué à la promotion des études nabertiennes et rejoint par un réseau international de chercheurs.

## Sa philosophie
De son vivant, Nabert n'a publié que trois œuvres, qui suffisent à lui donner une place de choix en tant que représentant de la philosophie réflexive française. Sa réflexion morale et métaphysique a exercé une influence déterminante sur Paul Ricœur, qui contribua à la redécouverte de son œuvre,.

### La philosophie réflexive
Voyant dans Maine de Biran le père de la philosophie réflexive que représentent Lachelier, Lagneau et Brunschvicg, Nabert distingue « une réflexion où c'est l'absolu qui se réfléchit dans le mouvement d'une conscience particulière et une réflexion qui constitue, d'abord, le sujet lui-même...». Dans cette seconde orientation à laquelle Nabert se rattache et, sans que soit en rien reniée la conscience transcendantale kantienne, l'esprit est surtout considéré dans ses actes et dans ses productions. L'analyse réflexive ainsi conçue rapporte donc « aux actes de la conscience constituante l'organisation du monde et les déterminations de l'idéal ».

### Le mal
"L'injustifiable (...) ce n'est pas encore le mal; il y faut la complicité du vouloir. Mais c'est ce qui permet de restituer au mal toutes ses dimensions." (Essai sur le mal, Cerf, 1997, p.61)

## Œuvres

### Ouvrages
- l'Expérience intérieure de la Liberté, PUF, 1923, 2e éd. augmentée d'un choix d'articles, d'une préface de Paul Ricœur et d'une bibliographie, PUF, 1992
- Éléments pour une éthique, PUF, 1943, 2e éd. avec une préface de Paul Ricœur, Aubier, 1962
- Essai sur le mal, PUF, 1955, 2e éd., avec une préface de Paule Levert, Aubier, 1970
- Le Désir de Dieu, recueil de textes posthumes, préface de Paul Ricœur, avertissement de Paule Levert, Aubier, 1966, 2e éd. augmentée du texte inédit La conscience peut-elle se comprendre ?, présenté par Emmanuel Doucy, aux éditions du Cerf, 1996

### Articles
- « Une nouvelle interprétation du spinozisme », Revue de France,‎ 1er novembre 1921
- « L'expérience interne chez Kant », Revue de métaphysique et de morale, Presses universitaires de France,‎ 1924, p. 205-268
- « Les instincts virtuels et l’intelligence dans Les deux sources de la morale et de la religion », Journal de psychologie normale et pathologique,‎ 1934, p. 309-332
- « La Raison et la Religion selon Léon Brunschvicg : Étude critique », Revue de métaphysique et de morale, Presses universitaires de France, vol. 47, no 1,‎ janvier 1940, p. 85-113
- « Les manuscrits d'Hamelin à la bibliothèque Victor-Cousin », Les Études philosophiques, Presses universitaires de France, no 2,‎ avril-juin 1957, p. 169-184 (JSTOR 20842262)
- « Le divin et Dieu », Les Études philosophiques, Presses universitaires de France, no 3,‎ juillet-septembre 1959, p. 321-323
- « Dialectique des vertus », Revue de métaphysique et de morale, Presses universitaires de France, no 4,‎ octobre-décembre 1972, p. 409-433 (lire en ligne)